# 宮本裕子 (女優)
宮本 裕子（みやもと ゆうこ、1969年3月28日 - ）は、東京都町田市出身の女優である。血液型 A型。
アクソンエンタテインメントと業務提携。

## 概略
2人姉妹の長女。東京女学館中学校・高等学校を経て、日本大学芸術学部演劇科卒業。卒業後、日芸出身者で結成した劇団「クレイジーパワーロマンティスト」で活躍。
高校時代は演劇部に入っていた。
1989年、日本テレネットが行なったPCゲーム『夢幻戦士ヴァリス』の主人公「麻生優子」のイメージガールを決めるコンテストにおいてグランプリとなる。
1992年にはミュージカル『ピーター・パン』のオーディションに合格する。

## 出演

### テレビドラマ
- 男について（1990年、TBS）
- しあわせの決断 第10話（1992年、フジテレビ）
- 眠れない夜をかぞえて（1992年、TBS）
- ドラマシティー'93 「おっと（夫）あぶない！外伝（1993年2月18日、よみうりテレビ）
- ドラマ30 だいじょーぶママ（1997年、CBC）
- 恋愛中毒（2000年、テレビ朝日） - 創路のばら 役
- ココだけの話 第2回「タクシードライバー」（2001年、テレビ朝日）
- 女と愛とミステリー（テレビ東京）
  - 保険調査員・蒲田吟子2（2001年12月12日） - 並木亮子 役
  - 山村美紗サスペンス 京都芸妓殺人事件! 不倫調査員片山由美3 祇園と西陣を結ぶ男女に死のスキャンダル…（2002年5月1日）
- 真珠夫人（2002年、東海テレビ）
- 金曜エンタテイメント 真珠夫人〜完結版〜 二年待って、きれいな体のままであなたのもとに…（2002年9月27日、フジテレビ）
- 京都迷宮案内 第5シリーズ 第4話「泥棒の息子と呼ばれた男」（2003年1月30日、テレビ朝日）
- ダンシングライフ（2003年、TBS） - 光本享子 役
- 銀座まんまんなか!（2003年、TBS）
- 秘太刀馬の骨 第1話（2005年8月26日、NHK）
- ディロン〜クリスマスの約束 （2005年12月23日、NHK）
- 黒い春（2007年、WOWOW） - 石谷の嫁 役
- 超人ウタダ 第4話・第5話（2009年、WOWOW）
- 銭ゲバ（2009年、日本テレビ） - 荻野加奈江 役
- わたしが子どもだったころ「漫画家・松本零士」（2010年1月25日、NHK） - 母親 役
- まっすぐな男 第7話（2010年2月23日、関西テレビ） - 片岡美恵子 役
- コード・ブルー -ドクターヘリ緊急救命- 2nd season 第9話（2010年3月8日、フジテレビ） - 青山美樹 役
- 臨場 続章 第4話（2010年4月29日、テレビ朝日）
- 大切なことはすべて君が教えてくれた 第3話（2011年1月31日、フジテレビ） - 佐伯由梨 役
- ラストマネー -愛の値段- 第1話（2011年9月13日、NHK） - 木下洋子 役
- ドン★キホーテ 最終話（2011年9月24日、日本テレビ） - 村上奈緒子 役
- 土曜ワイド劇場
  - 100の資格を持つ女〜ふたりのバツイチ殺人捜査〜5 江ノ島・老舗旅館の壮絶家督争い!（2011年10月15日、朝日放送） - 矢島千晶 役
  - タクシードライバーの推理日誌31 伊豆熱川〜殺人疑惑の乗客!!（2012年12月8日、テレビ朝日） - 滝遼子 役
- 水曜ミステリー9作家探偵・山村美紗 京都・東山 密室トリック殺人事件（2012年4月18日、テレビ東京） - 桜木しのぶ 役
- 孤独のグルメ Season3 第8話（2013年8月28日、テレビ東京） - 幸代 役
- 黒猫、ときどき花屋 第3話（2013年10月15日、NHK BSプレミアム） - 宮川早苗 役
- 天誅〜闇の仕置人〜 第6話・第7話（2014年2月28日 - 3月7日、フジテレビ） - 神崎涼子 役
- 月曜ゴールデン（TBS）
  - 湯けむりバスツアー 桜庭さやかの事件簿5（2014年4月28日） - 大月純代 役
- 女はそれを許さない 第7話（2014年12月2日、TBS） - 徳永里美 役
- 神谷玄次郎捕物控2 第3話（2015年4月17日、NHK BSプレミアム） - おうの 役
- 水曜ミステリー9（テレビ東京）
  - 激突!アラフィフ熟女刑事の事件簿（2015年6月10日） - 上野早苗 役
- Dr.倫太郎（2015年、日本テレビ） - 倫太郎の母役
- プリンセスメゾン（2016年、NHK BSプレミアム） - 勝木美和 役
- 相棒 season16 第6話（2017年11月22日、テレビ朝日） - 早見幹子 役
- 大江戸もののけ物語（2020年、NHK BSプレミアム） - 新海せつ 役

### 映画
- 夢の女（坂東玉三郎監督、1993年）
- ざわざわ下北沢（市川準監督、2000年）
- chocolate（豊永利昭、2007年）
- クリアネス（篠原哲雄監督、2007年）
- 草々曲（増本庄一郎監督、2007年）
- 歓喜の歌（松岡錠司監督、2008）
- 闘茶〜Tea Fight〜（2008ワン・イェミン）
- Re：涙雨（池田千尋監督、2008）
- レイン・フォール/雨の牙（マックス・マニックス監督、2008年）
- ACACIA（辻仁成監督、2008年）
- 不灯港（内藤隆嗣監督、2009年）
- 南京!南京!（2010年） - 百合子 役、史実を守る映画祭で上映
- 銀の匙 Silver Spoon（吉田恵輔監督、2014年）
- 台風一家（奥秀太郎監督、2014年） - 佳子 役
- マンガ肉と僕（杉野希妃監督、2015年)
- 駆込み女と駆出し男（原田眞人監督、2015年） - 玉虫 役
- 日本のいちばん長い日（原田眞人監督、2015年） - 保科武子女官長 役
- 超高速!参勤交代 リターンズ（本木克英監督、2016年）
- ジムノペディに乱れる（行定勲監督、2016年）
- 関ヶ原（原田眞人監督、2016年）
- チワワちゃん（二宮健監督、2019年）
- 21世紀の女の子「回転てん子とどりーむ母ちゃん」（山中瑤子監督、2019年）
- 僕に、会いたかった（錦織良成監督、2019年）

### 舞台
- 1990年 「ピーター・パン」 加藤 直演出
- 1991年 「くちずさめば恋歌」 長谷川康夫演出
- 1992年 「SANADA」 西川 信広演出
- 1993年 「香港ラプソディー」 宮本亜門演出
- 1994年 「レ・ミゼラブル」 ジョン・ケアード演出
- 1995〜97年 「ピーターパン」 加藤直演出
- 1996年 「夢の海賊」 横内謙介演出
- 1998年 「エヴァ、帰りのない旅」 栗山民也演出
- 1998年 「十二夜」 蜷川幸雄演出
- 1999年 「パパに乾杯」 山田和也演出
- 1999年 「かもめ」 蜷川幸雄演出
- 1999年 「クローサー」 鵜山仁演出
- 1999年 「パンドラの鐘」 蜷川幸雄演出
- 2000年 「夏の夜の夢」 蜷川幸雄演出
- 2000年 「グリークス」 蜷川幸雄演出
- 2001年 「La TERRSSE」 山田和也演出
- 2002年 「タワーリングライフ」 和田憲明演出
- 2002年 「鹿鳴館」 山田和也演出
- 2002年 「夏の夜の夢」 蜷川幸雄演出
- 2002年 「透明人間の蒸気」 岡村俊一演出
- 2003年 「エレファント・バニッシュ」 サイモン・マクバーニー演出
- 2003年 「世阿彌」 栗山民也演出
- 2004年 「キャンディード」 宮本亜門演出
- 2005年 「クリオネ」 川村毅演出
- 2005年 「いとこ同志」 坂手洋二演出
- 2005年 「好色一代女」 山田和也演出
- 2005年 「芝居〜朱鷺雄の城」 鵜山仁演出
- 2006年 「カエル」 鵜山仁演出
- 2006年 「マリー・アントワネット」 山田和也演出
- 2007年 「ダンス・オブ・ヴァンパイア」 吉田智久演出
- 2007年 「フィリピン ベッドタイム ストーリーズ」 吉田智久演出 / 坂手洋二監修
- 2007年 「いとこ同志」 坂手洋二演出
- 2008年 「春琴」 サイモン・マクバーニー演出
- 2008年 「ホロー荘の殺人」 グレッグ・デール演出
- 2009年 こまつ座 第88回公演「兄おとうと」 鵜山仁演出
- 2009年 「ラヴ・レターズ」青井陽二演出
- 2011年 井上ひさし作「たいこどんどん」蜷川幸雄演出
- 2011年 TPTボート・シュトラウス作「大と小-GROSS UND KLEIN」手塚とおる演出
- 2012年 「ヴェロニカは死ぬことにした」西浦正記演出
- 2012年 江戸あやつり人形・結城座「夏の夜の夢」加藤直演出
- 2013年 「祈りと怪物」蜷川幸雄演出
- 2013年 新国立劇場「効率学のススメ」ジョン・E・マグラー演出
- 2014年 こまつ座第105回公演「兄おとうと」鵜山仁演出
- 2015年 「TABU」 深作健太演出
- 2015年 新国立劇場 「桜の園」 鵜山仁演出
- 2017年 「この熱き私の激情」マリー・ブラッサール演出
- 2019年 「薔薇戦争」木村龍之介演出
- 2020年 「ヘンリー八世」吉田鋼太郎演出
- 2021年　「終わりよければすべてよし」吉田鋼太郎演出
- 2022年 「ヘンリー八世（再演）」吉田鋼太郎演出[2]

## 受賞歴
- 第6回読売演劇大賞 杉村春子賞 優秀女優賞
- 第34回紀伊國屋演劇賞 個人賞